# Luciano Guillermo Monzonís Rey
Luciano Guillermo Monzonís Rey (Betxí, 25 d'octubre de 1952) és un polític valencià, diputat a les Corts Valencianes en la III Legislatura.
Llicenciat en medicina, especialitat urologia. En 1983 fou un dels fundadors del sindicat de metges CESM, del qual en fou tresorer en 1984. El 1987 fou vicepresident del Sindicato Médico Independiente de Valencia (SMIV) i candidat a presidir el Col·legi de Metges de València.
Políticament durant la transició espanyola va militar al Partit Liberal, del qual en fou president de la gestora a la ciutat de València. A les eleccions municipals espanyoles de 1987 fou escollit tinent d'alcalde de Betxí dins les llistes del Partido Popular, partit amb el qual fou candidat per Castelló a les eleccions generals espanyoles de 1989, però no fou escollit. Fou elegit diputat a les eleccions a les Corts Valencianes de 1991. De 1991 a 1995 ha estat vocal de les Comissions de Sanitat i Consum i de Política Social i Ocupació de les Corts Valencianes.
Després de 1995 va deixar la política i continuà exercint la medicina com a uròleg.